# City of Lancaster
City of Lancaster ist ein Verwaltungsbezirk mit dem Status einer City in der Grafschaft Lancashire in England. Verwaltungssitz ist die gleichnamige Stadt Lancaster. Weitere bedeutende Orte sind Carnforth, Heysham und Morecambe.
Der Bezirk wurde am 1. April 1974 gebildet und entstand aus der Fusion der Boroughs Lancaster und Morecambe and Heysham, des Urban District Carnforth sowie der Rural Districts Lancaster und Lunesdale.